# 陳天俊
陳天俊，香港民主派人士，是前香港沙田區議員陳國強的兒子，曾任香港浸會大學學生會會長及參選2019年香港區議會選舉沙田區議會錦濤選區。

## 2019年香港區議會選舉
2019年區議會選舉，陳國強原計劃報名競逐逐任，但後來退選。其後，陳天俊參加錦濤選區選舉，同區亦有另一名民主派人士許立燊參選。錦濤居民曾舉辦民調，但陳天俊未有參與。陳天俊指出民調需要有1300名有效選民參與及舉辦一個候選人論壇才會承認民調結果。最終，許立燊在區議會選舉獲得3929票，以62票之差壓倒建制派候選人吳啟泰當選。陳天俊獲得2023票，至於另一名參選人吳志雄則獲得100票。